# 1885 en el cinema
Aquest article és una llista d'esdeveniments sobre el cinema que es van produir durant el 1885.

## Esdeveniments
- Els inventors estatunidencs George Eastman i Hannibal Goodwin inventen cadascun una pel·lícula fotogràfica de rodet en base de cel·luloide sensibilitzada per substituir les plaques de vidre que llavors s'utilitzaven.[1]

## Naixements
- 1 de gener – Béla Balogh, Director de cinema hongarès (mort el 1945)
- 6 de gener – Florence Turner, Actor estatunidenc (mort el 1946)
- 11 de gener – Jack Hoxie, Actor estatunidenc (mort el 1965)
- 28 de gener – Julia Cæsar, Actriu sueca (morta el 1971)
- 21 de febrer – Sacha Guitry, Actor, director, guionista i dramaturg francès (mort el 1957)
- 1 de març – Lionel Atwill, Actor britànic (mort el 1946)
- 1 d'abril – Wallace Beery, Actor estatunidenc (mort el 1949)
- 3 d'abril – Allan Dwan, Director i guionista nascut al Canadà (mort el 1981)
- 2 de maig – Hedda Hopper, Actriu i columnista estatunidenca (morta el 1966)
- 7 de maig – George 'Gabby' Hayes, Actor estatunidenc (mort el 1969)
- 8 de maig – Charles Dullin, Actor, director i director de teatre francès (mort el 1949)
- 21 de maig – Oscar A.C. Lund. Actor, guionista i director suec (mort el 1963)
- 26 de juny – Antonie Nedošinská, Actriu txeca (morta el 1950)
- 21 de juliol – Jacques Feyder, Actor, guionista i director belga (mort el 1948)
- 29 de juliol – Theda Bara, Actriu estatunidenca (morta el 1955)
- 31 de juliol – Luigi Serventi, Actor italià (mort el 1976)
- 22 de setembre – Erich von Stroheim, Actor i cineasta austríac (mort el 1957)
- 10 d'octubre – Jean Peyrière, Actor francès (mort el 1965)
- 18 d'octubre – Amleto Novelli, Actor italià (mort el 1924)
- 27 de novembre – Daniel Mendaille, Actor francès (mort el 1963)
- 11 de desembre – Carlo Wieth, Actor danès (mort el 1943)